# Marek Sochacki
Marek Sochacki (ur. 29 lutego 1956 w Krakowie, zm. 29 sierpnia 2012 w Ostrowcu Świętokrzyskim) – polski muzyk, autor tekstów, kompozytor, piosenkarz, animator kultury i pedagog.

## Życiorys
Marek Sochacki pochodził z Krakowa, gdzie ukończył filologię polską na Wydziale Polonistyki Uniwersytetu Jagiellońskiego. Podczas studiów pracował m.in. w szpitalu psychiatrycznym jako terapeuta zajęciowy, gdzie uczył śpiewu. Był też działaczem ruchu studenckiego.
Jako artysta z nurtu poezji śpiewanej i piosenki autorskiej występował na festiwalach i przeglądach w całym kraju, w tym tak prestiżowych jak: Spotkania Młodych Autorów i Kompozytorów w Myśliborzu, Festiwal Piosenki Autorskiej „Ospa” w Ostrołęce, Festiwal Piosenki Żeglarskiej w Krakowie, Biłgorajskie Spotkania z Poezją śpiewaną i Piosenką Autorską 2007 (wyróżnienie), SMAK 2007 w Sandomierzu, Koncert galowy OPPA 2009 – Warszawa 27 XI 2009. Laureat nagród i wyróżnień na festiwalach OPPA, SMAK, Shanties, Piostur, Biłgorajskich Spotkaniach. Wystąpił także w telewizyjnym programie muzycznym Szansa na sukces, gdzie zinterpretował utwór „Tańcz, głupia, tańcz” zespołu Lady Pank.
Od lat 80. związany był z Sandomierzem, gdzie był animatorem życia muzycznego. Działał w Klubie Środowisk Twórczych, mieszczącym się w piwnicach miejskiego ratusza, następnie w klubie „Oaza” przy ul. Armii Krajowej, a w ostatnim okresie życia w Sandomierskim Centrum Kultury. Założyciel i tekściarz Sandomierskiego Studia Piosenki. Autor ponad 700 tekstów piosenek. Piosenki z jego tekstami wielokrotnie były prezentowane na prestiżowym Konkursie Piosenki „Wygraj Sukces” przeznaczonym dla dzieci i młodzieży. Był członkiem Komisji Artystycznej tego konkursu, a jego piosenki trafiły na 17 płyt pokonkursowych. Piosenka „Przystanek Ziemia Święta” w wykonaniu Agaty Gałach, do której tekst napisał Sochacki, a muzykę Robert Wiórkiewicz, trafiła na płytę z cyklu Moja Kraina Łagodności. 
Jako pedagog zajmował się nauczaniem kultury języka i recytacji. W „Szkole bez dzwonka” – Marek Sochacki realizował swój autorski program z dziedziny kultury żywego słowa i teatru, a także prowadził grupy teatralne.
Po raz ostatni wystąpił na scenie w lipcu 2012, na festiwalu „Dookoła Wody”, prezentując swoje dawne, jak i najnowsze piosenki, a także występując u boku dwóch pokoleń swoich wychowanków skupionych w zespole muzyki szantowej Dzieci i Wnuki Kapitana Cooka.
Zmarł 29 sierpnia 2012 w szpitalu w Ostrowcu Świętokrzyskim. Został pochowany 5 września 2012 na Cmentarzu Katedralnym w Sandomierzu.